# Kad poludim...
Kad poludim... je drugi studijski album zagrebačkog hard rock sastava Hard Time, kojeg 1996. godine objavljuje diskografska kuća Croatia Records pod podetiketom T.R.I.P. Records.
Album sadrži 13 novih kompozicija i 5 snimaka s prvog albuma Kiss my ass and go to hell (Dea Music 1992.), kao bonus na CD izdanju. Album donosi nešto moderniji zvuk od prethodnika. Producent albuma bio je Dean Orešković i Hard Time, a urednik izdanja Aleksandar Dragaš. Objavljen je u formatu kompaktnog diska i kazete (CD i MC).

## O albumu
Četiri godine nakon nastupnog albuma i dosta promjena u postavi sastava, Hard Time objavljuje svoj drugi album Kad poludim.... Prethodnica albuma bilo je snimanje pjesme "Take look at me now" ("Pogledaj me sad") za potrebe humanitarne akcije "Bijeli put", u sklopu koje se održava koncert u Domu Sportova, a prati ga izdavanje kompilacije Cro fest '94. - pop rock hit (Croatia Records 1995.). Sljedeće godine, tražeći najbolju ponudu za ostvarenje albuma, sastav dolazi u kontakt sa starim prijateljem i obožavateljem sastava, gospodinom Adonisom Dokuzovićem, koji nudi svoj studio "Katedrala" za snimanje albuma bez ikakvih obaveza i vremenskih ograničenja. Sastav ulazi u studio u svibnju 1995. godine i počinje sa svojim najdužim snimanjem u karijeri koje je potrajalo do Nove godine 1996. Kako nije bilo vremenskog ograničenja, tako se Dean Orešković Klo (tadašnji basist sastava), kao novi producent, uči poslu iz kojeg polako nastaje Kad poludim...
Sve pjesma na albumu autorsko su djelo Gordana Penave Pište i Antuna Lovića Tonyja, osim pjesme "Minijatura" koja je djelo Renata Benkovića (nekadašnjeg pjevača grupe Teško Vrijeme iz koje je potekao Hard Time). Najavni singl/video spot s albuma bila je pjesma "Ja nisam normalan", a još su tri pjesme doživjele svoja video izdanja ("Hoću sad i hoću sve" – TV spot Hit Depo u režiji Dalibora Sokolića, "Pogledaj me sad" u režiji Zorana Happa i "Nema povratka" u režiji Gordan Penave Pište i Nenada Mlinarića).
Na snimanju albuma sudjelovali su mnogi znanci i prijatelji sastava koji su dolazili u studio, posuđivali instrumente ili pjevali prateće vokale. Tako je broj gostiju stvarno velik, a neki od njih su Mirko Šenkovski - Kosta (Geronimo), Josip Andrić - Joza (Gibonni band), Tomislav Vučetić - Vučko (Anesthesia), Tina Kresnik (Maxmett), Zlatan Ćehić Ćeha (Divlje Jagode), Zvonimir Ćosić Ćosa (Stop) i Draženko koji su pjevali prateće vokale, a Bruno Kovačić (bivši član Hard Timea) svirao je saksofon. U studiju su svi članovi sastava radili kao tonski snimatelji uz pomoć kućnog snimatelja Vuše. Mastering je napravljen u studiu "Rockoko" u veljači 1996. godine i time je završeno ovo devetomjesečno snimanje. U pregovorima s izdavačkom kućom Croatia Records, dogovor je odmah postignut i album izlazi kao jedan od posljednjih na podetiketi T.R.I.P. records.
Ilustraciju za naslovnicu albuma izradili su Karlo i Steff, a ilustraciju na disku (glava indijanca koja se pojavljuje kao motiv na majicama Hard Time-a) je djelo Senfa iz Robi's tattoo shopa. Fotografije sastava za omot izradila je Berislava Picek, osim dvije koje su djelo Nine Šolića i Saše Zinaje. Dizajn albuma osmislio je Pišta. Iz tog vremena datira i kompilacija The best of T.R.I.P. na kojoj se nalazi pjesma "Ja nisam normalan".

## Popis pjesama
| Br. | Skladba                   | Tekstopisac                            | Skladatelj                             | Trajanje |
| --- | ------------------------- | -------------------------------------- | -------------------------------------- | -------- |
| 1.  | »Ja nisam normalan«       | Gordan Penava - Pišta/Antun Lović Toni | Gordan Penava - Pišta/Antun Lović Toni |          |
| 2.  | »Hoću sad i hoću sve«     | Gordan Penava - Pišta                  | Gordan Penava - Pišta/Antun Lović Toni |          |
| 3.  | »Ti znaš«                 | Gordan Penava - Pišta                  | Gordan Penava - Pišta                  |          |
| 4.  | »Rulebreaker«             | Gordan Penava - Pišta/Antun Lović Toni | Antun Lović Toni                       |          |
| 5.  | »Pogledaj me sad«         | Gordan Penava - Pišta                  | Gordan Penava - Pišta/Antun Lović Toni |          |
| 6.  | »Nema povratka«           | Gordan Penava - Pišta                  | Gordan Penava - Pišta                  |          |
| 7.  | »Ja sam ono što plaši te« | Gordan Penava - Pišta                  | Antun Lović Toni                       |          |
| 8.  | »Tako daleko«             | Gordan Penava - Pišta                  | Gordan Penava - Pišta/Antun Lović Toni |          |
| 9.  | »Ako želiš«               | Gordan Penava - Pišta/Antun Lović Toni | Antun Lović Toni                       |          |
| 10. | »Ja sam slobodan«         | Gordan Penava - Pišta                  | Gordan Penava - Pišta/Antun Lović Toni |          |
| 11. | »Njeno ime je nevolja«    | Gordan Penava - Pišta                  | Gordan Penava - Pišta/Antun Lović Toni |          |
| 12. | »Minijatura«              | Renato Benković                        | Renato Benković                        |          |
| 13. | »Yo-yo (instrumental)«    |                                        | Antun Lović Toni                       |          |

Bonus pjesme na CD-u
| Br. | Skladba                       | Autor                 | Trajanje |
| --- | ----------------------------- | --------------------- | -------- |
| 1.  | »Ain't no money«              | Gordan Penava - Pišta |          |
| 2.  | »Everybody wants to be alone« | Gordan Penava - Pišta |          |
| 3.  | »Hit & Run«                   | Gordan Penava - Pišta |          |
| 4.  | »I'm goin' down«              | Gordan Penava - Pišta |          |
| 5.  | »Kiss my ass and go to hell«  | Gordan Penava - Pišta |          |

## Zanimljivosti
- Čitav materijal albuma Kad poludim... snimljen je alternativno i na engleskom jeziku, ali te snimke i danas čekaju svoju priliku, te se mogu nabaviti samo na koncertima sastava u inozemstvu.

- Presudnu odluku kod odabira prvog singla "Ja nisam normalan" i za njegovog objavljivanja kao video spot, donijela je Katarina - mlada djevojka koja je tada bila zaposlena u music shopu iznad studija i stalno je silazila u podrum i kuhala kave. Dečki iz sastava htjeli su za prvi singl pjesmu "Ako želiš", no usvojili su mišljenje obične slušateljice i nisu se prevarili. Spot je snimao Zoran Happ, a financijski ga je podupro još jedan zaljubljenik u rock and roll, gospodin Chris A. Bojanović.

- Dean Orešković Klo dočekao je Novu godinu 1996. u studiju miksajući album.

- Video spot za pjesmu "Nema povratka", nominiran je za nagradu Oktavijan u kategoriji najbolji video spot.

- U spotu za pjesmu "Nema povratka" bas-gitaru svira novi basist sastava Inko Bruce iz Trsta.

## Izvođači
- Gordan "Pišta" Penava – vokal, gitara
- Antun Lović - Toni – gitara, prateći vokal
- Nenad "Mlinka" Mlinarić – bubnjevi, prateći vokal
- Dean Orešković – bas-gitara, prateći vokal

Ostali sudionici na albumu
- Mirko Šenkovski - Kosta, Josip Andrić - Joza, Tomislav Vučetić - Vučko, Tina Kresnik, Zlatan Ćehić - Ćeha, Zvonimir Ćosić - Ćosa, Draženko - prateći vokal
- Bruno Kovačić - saksofon